# Bombina variegata
Bombina variegata é uma espécie de anfíbio anuro pertencente à família Bombinatoridae e ao género dos sapos-de-barriga-de-fogo.

## Anatomia
Adulto: Os machos e fêmeas maiores medem entre 35 e 55 mm, sendo por isso bastante pequenos para Archaeobatrachia. A sua parte superior é cinzento-acastanhado, muitas vezes com manchas claras e esbatidas. A sua barriga, incluindo a parte de dentro dos membros e dedos é cinzento-azulado a preto-azulado com pintas ou manchas amarelas até alaranjadas brilhantes, normalmente cobrindo mais de metada da barriga. Estes sapos têm um corpo compacto, embora não tão achatado com as suas parentes próximas Bombina bombina, e um focinho arredondado. As pupilas são em forma de coração e os tímpanos não são visíveis. A face tem muitas verrugas.
A chamamento dos machos pode ser ouvido na fim da Primavera e princípio do Verão, com um fraco mas melódico "uh… uh… uh" a partir dos locais de reprodução. Como esta espécie não tem saco vocal, em contraste com Bombina bombina, o seu chamamento é bastante suave.